# Liste der Monuments historiques in Saint-Maurice-la-Clouère
Die Liste der Monuments historiques in Saint-Maurice-la-Clouère führt die Monuments historiques in der französischen Gemeinde Saint-Maurice-la-Clouère auf.

## Liste der Bauwerke
| Bezeichnung          | Beschreibung                                               | Standort | Kennzeichnung | Schutzstatus | Datum | Bild           |
| -------------------- | ---------------------------------------------------------- | -------- | ------------- | ------------ | ----- | -------------- |
| Kirche St-Maurice    | Erbaut im 11./12. Jahrhundert                              | (Lage)   | PA00105702    | Classé       | 1890  | weitere Bilder |
| Château de Galmoisin | Schloss, erbaut in der zweiten Hälfte des 17. Jahrhunderts | (Lage)   | PA00105796    | Inscrit      | 1989  |                |

## Liste der Objekte

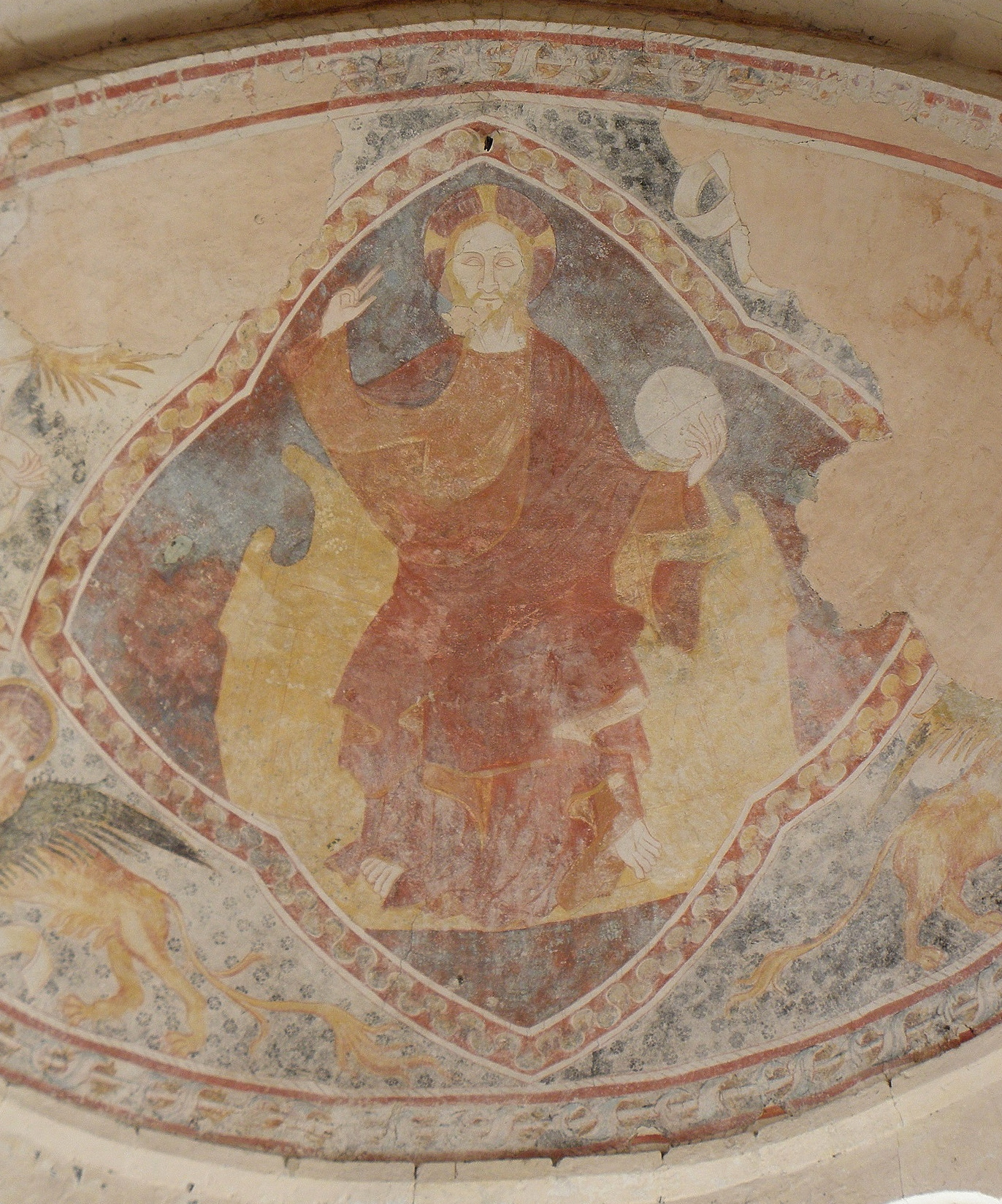
Wandmalerei in der Kirche St-Maurice

- Monuments historiques (Objekte) in Saint-Maurice-la-Clouère in der Base Palissy des französischen Kultusministeriums